# Jacques Daviel

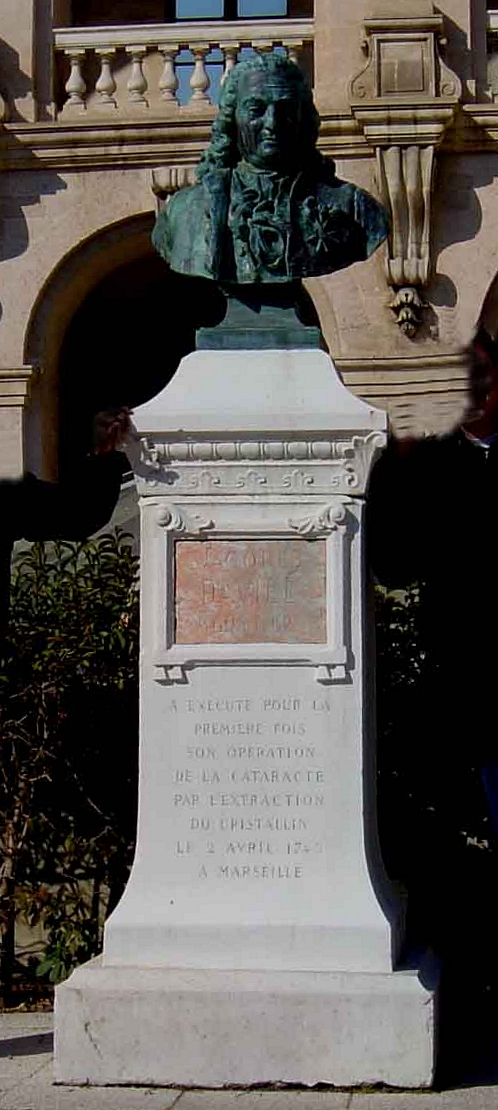
Büste von Jacques Daviel im Hôtel-Dieu de Marseille

Jacques Daviel (* vermutlich 11. August 1693 oder 1696 in La Barre-en-Ouche in der Normandie; † 30. September 1762 in Genf) war ein französischer Chirurg und Augenarzt, der eine bis Ende des 20. Jahrhunderts angewendete Operationsmethode zur Behandlung des Grauen Stars durch Extraktion (Ausziehen der Linse mittels Schnitt), statt durch Starstich, der getrübten Augenlinse entwickelte.
Daviel hatte eine Ausbildung als Wundarzt und Chirurg in Rouen und Paris erhalten und war als Militärarzt in den Niederlanden und in Salzburg tätig. Er trat 1720 als Freiwilliger bei der Bekämpfung einer in der Provence aufgetretenen Pestepidemie in Marseille in Erscheinung.
Nach Aufenthalten in Digne, Toulon, Arles und Salon erhielt er 1722 in Marseille die Zulassung als Chirurg und wurde mit einer Medaille geehrt. In Marseille war er als Arzt der königlichen Galeeren angestellt. 1724 wurde er Demonstrator am Marseiller Hôtel Dieu und ab 1728 spezialisierte er sich auf die Augenheilkunde.
Seit den 1730er Jahren war er zur Ausübung der Augenheilkunde als Okulist an Höfen von Spanien, Portugal, Italien sowie in Mannheim und Bayern tätig, teilweise wirkte Daviel als umherziehender „Starstecher“.
Bei einem Starstich, einer Operation bei einem Perückenmacher zur Entfernung des Grauen Stars am 21. April 1745 kam es zu Komplikationen, so dass Daviel entgegen damaligen Usus die Linse vollständig entfernte. Wider Erwarten verfügte der Patient bald nach der Operation wieder über gutes Sehvermögen. Somit hatte Daviel erkannt, dass dem Grauen Star eine Linsentrübung zugrunde liegt.
Daraufhin stellte Daviel seine als Heilung des Leidens am Grauen Star zu bezeichnende Operationsmethode, bei der über einen Schnitt in die Hornhaut die getrübte Linse aus der Linsenkapsel extrahiert wird, grundsätzlich um und entwickelte sie weiter. So halbierte er die Größe des Hornhautschnittes und nahm zur Vermeidung eines Irisvorfalls nach der Starausziehung eine Irisausschneidung vor. Er schuf u. a. den noch heute unter dem Begriff bekannten Davielschen Löffel, einen kleinen metallenen (früher auch elfenbeinerner) Hohlspatel, um Überreste des Stars nach der sogenannten Extraction aus dem Auge zu entfernen. Im Jahr 1753 publizierte er seine 1766 auch von August Gottlieb Richter in dessen Antrittsrede als Professor (Varias cataractam extrahendi methodos succincte exponit) als vorteilhaft gegenüber dem durch Niederdrücken der Linse ausgeführten Starstich angesehene Operationsmethode der Linsenextraktion (beschrieben 1753). Nur allmählich verbreitete sich seine Behandlungsmethode, galt aber seit Anfang des 19. Jahrhunderts als Standard. Erst gegen Ende des 20. Jahrhunderts setzten sich auf Grund der neuen Möglichkeiten der Mikroinvasiven Chirurgie neue Behandlungsmethoden durch.
Daviel wurde zum persönlichen Augenarzt für König Ludwig XV. nach Paris berufen. Er starb auf einer Reise im schweizerischen Genf, wurde jedoch auf Anweisung des Repräsentanten Frankreichs, des Grafen De Montpéroux, jenseits der Grenze „en terre catholique française“ („in der katholischen Erde Frankreichs“) in Le Grand-Saconnex, einem damals zu Frankreich, heute aber zur Schweiz gehörigen Ort beigesetzt. Auf seiner Grabstele wurde im 19. Jahrhundert die Inschrift „Post Tenebras Lux“ („Nach der Dunkelheit Licht“ der Wappenspruch der reformierten Stadt Genf) angebracht.